# Naruto: Batalla en la cascada oculta: ¡yo soy el héroe!
Naruto: Batalla en la Aldea Oculta de la Cascada: ¡yo soy el héroe! (隠れの死闘オレが英雄だってばよ!  Takigakure no Shitō Ore ga Eiyū Dattebayo!?), en Hispanoamérica Misión: ¡Proteger la aldea de la cascada!, es la segunda OVA del anime y manga Naruto, fue presentada durante el Jump Festa del año 2004. En Hispanoamérica se estrenó el 5 de julio de 2009 por el canal Cartoon Network. Tiene una duración aproximada de 40 minutos.
Cronológicamente, la OVA se encuentra situada tras el episodio 80 aproximadamente, ya que se ubica después de su entrenamiento con Jiraiya y la invasión a Konoha, y antes de la búsqueda de Tsunade.

## Argumento
Esta OVA comienza cuando el equipo 7, formado por Naruto Uzumaki, Sasuke Uchiha y Sakura Haruno bajo la supervisión de su sensei Kakashi Hatake, inicia una misión ninja que consiste en escoltar al líder de la Aldea Oculta de la Cascada Shibuki. Este personaje se vuelve un cobarde ninja a raíz de la muerte de su padre, aunque es considerado como un héroe por todos los habitantes de su aldea. 
La tranquilidad de la aldea se ve interrumpida cuando un jōnin rebelde, llamado Suien, quien fuese sensei de Shibuki en el pasado, decide atacar la aldea junto con un grupo de cuatro ninjas con el fin de robarse el -agua de héroe-. Esta antigua agua tiene la capacidad de aumentar el chakra de quien la toma 10 veces más, similar al efecto que tiene "la apertura de las puertas del chakra" técnica utilizada por Rock Lee, aunque tiene como contra parte que acorta drásticamente la vida del usuario. La misión de Shibuki como líder de la aldea es proteger el agua de héroe a como de lugar.
Abandonados al principio de la misión por su sensei, el equipo 7 tiene la misión de proteger a la Aldea Oculta de la Cascada de este ataque. Sasuke es tomado como rehén por el grupo de rebeldes tras demostrar sus habilidades, y Sakura es dejada también desarmada. Todo depende de Naruto y el cobarde Shibuki, este último no se decide a salir a batalla y Naruto tras decirle que un verdadero héroe es aquel que da su vida para proteger a los demás sale valientemente a luchar. Es vencido rápidamente aunque no deja de rendirse. Shibuki finalmente decide tomar el agua de héroe pese a que esto signifique su probable muerte igual que pasó con su padre, y sale a enfrentar a su antiguo sensei. También es dejado fuera de combate y despojado del agua de héroe, de la cual se aprovecha su sensei que consigue un nivel muy alto de chakra. Shibuki logra sin embargo liberar a Sasuke de sus ataduras. Peleando y utilizando sus ninjutsus característicos (Katon y Kage Bunshin respectivamente) juntos. Naruto camina sobre el agua y libera el chakra de Kyubi, Naruto y Sasuke, logran derrotar al jōnin rebelde salvando una vez más el día. 
Al final Shibuki sobrevive y encuentra su propio valor, mientras que el equipo 7 junto con su sensei Kakashi regresa a Konoha satisfechos de haber completado su misión.

## Personajes

### Serie
- Naruto Uzumaki
- Sasuke Uchiha
- Sakura Haruno
- Kakashi Hatake

### Únicos
- Shibuki

Líder la Aldea Oculta de Cascada. Tiene miedo hasta de las aves, y todo esto a partir de la muerte de su padre quien murió como héroe tras salvar su aldea con la ayuda del agua de héroe. Redescubre su valor gracias a Naruto, pues este le enseña que el valor viene de dar la vida por salvar a los demás. 
- Suien

Líder del grupo de invasores que atacan la Aldea de la Lluvia, en el pasado fue sensei de Shibuki y le enseñó todo lo que sabe. Naruto, Sasuke y Sakura se enfrentan a él pero son derrotados. Skibuki, quien aumento su chakra con el Agua del Héroe, lo confronta pero es derrotado. Suien finalmente bebe el agua, pareciendo invencible, pero es enfrentado por Sasuke y Naruto con el poder del Kyuubi, en esfuerzo combinado es derrotado por el chakra del Kyuubi de Naruto y el Katon de Sasuke.
- Datos: Q4117314